# L'Impossible Monsieur Pipelet
Pour plus de détails, voir Fiche technique et Distribution.
L'Impossible Monsieur Pipelet (Ma fille et ses amours en Belgique) est un film français réalisé par André Hunebelle, sorti en 1955.

## Synopsis
Maurice Martin est facteur et surtout époux de Germaine, l'aimable concierge de leur immeuble et père de la charmante Jacqueline. Celle-ci, travailleuse et sage, vient de décrocher son bac avec mention, ce qui comble la famille de fierté. La vie de Maurice Martin serait simple entre sa femme, sa fille, son beau-frère, son neveu boxeur et les locataires de l'immeuble si une idylle ne s'était nouée entre Jacqueline et Georges Richet, le fils du propriétaire de l'immeuble.
Ce dernier voit le tendre penchant de son fils d'un très mauvais œil, de même que Maurice Martin. Après une brouille passagère, les amoureux disparaissent. Les pères, d'abord dressés l'un contre l'autre, se désespèrent et les mères se lamentent. Au retour des jeunes gens, tout le monde se réconcilie et on célèbre le mariage dans la plus franche gaieté.

## Fiche technique
- Titre original : L'Impossible Monsieur Pipelet
- Réalisation : André Hunebelle
- Assistants réalisateur : Bernard Toublanc-Michel, Yves Prigent
- Scénario : Jean Halain
- Adaptation : Jean Halain, Jacques Gut
- Décors : Lucien Carré, assisté de Robert André et Daniel Guéret
- Costumes : Mireille Leydet
- Photographie : Paul Cotteret
- Opérateur : Billy Villerbue, assisté de Guy Suzuki et Marcel Gilot
- Son : René-Christian Forget, assisté de Guy Maillet, Guy Villette
- Musique : Jean Marion
- Montage : Jean Feyte, assisté de Jacqueline Givord
- Maquillage : Odette Berroyer
- Coiffures : Monique Patrice
- Habilleuses : Louise Albouze, Marie Stuber
- Photographe : Henri Thibault
- Script-girl : Charlotte Lefèbre
- Régisseur général : Roger Boulais
- Régisseur adjoint : Maurice Touati
- Régisseur ensemblier : Georges Fontenelle
- Accessoiristes : François Suné, Michel Suné
- Production : André Hunebelle
- Production exécutive : René Bezard, Pierre Cabaud, Paul Cadéac
- Directeur de production : René Thévenet
- Secrétaire de production : Charlotte Choquert
- Chargé de presse : Jean-Claude Labret
- Sociétés de production : Production Artistique et Cinématographique, Pathé Films
- Société de distribution : Pathé
- Pays d'origine :  France
- Langue originale : français
- Format : noir et blanc — 35 mm — 1,37:1 — son Mono
- Genre : Comédie
- Durée  : 87 minutes
- Date de sortie :
  - France : 26 juillet 1955
- Visa d'exploitation : 16616
- Affiche : Jean Mascii (France)

## Distribution
- Michel Simon : Maurice Martin, concierge d'immeuble et facteur à Montmartre un peu anar
- Gaby Morlay : Germaine Martin, la femme aimable de Maurice
- Etchika Choureau : Jacqueline Martin, la fille de Maurice et Germaine
- Louis de Funès : L'oncle Robert, le frère de Germaine et mari de Mathilde, caissier dans une banque
- Louis Velle : Georges Richet, le fils des propriétaires et médecin
- Mischa Auer : L'écrivain médiocre et alcoolique, un locataire de l'immeuble
- Maurice Baquet : Jojo, le fils aîné de Robert et Mathilde, boxeur amateur
- Jean Brochard : M. Richet, industriel dans les petits pois  et propriétaire de l'immeuble
- Jean-Jacques Delbo : M. Francis, le souteneur de Mlle Greta
- Jacques Dynam : M. Durand, le futur père
- Georgette Anys : La tante Mathilde, l'épouse de Robert
- Renée Passeur : Mme Richet, la femme de l'industriel
- Jess Hahn : Jérôme K. Smith, un Américain joyeux drille, locataire de l'immeuble
- Dominique Maurin : Dédé, le benjamin de Robert et Mathilde
- Nicky Voillard : Mlle Greta, la locataire du 5e
- Jacqueline Gut : Mme Smith, la femme française de Jérôme
- Christiane Chambord : Myriam
- Noël Roquevert : Le colonel à la retraite, un locataire de l'immeuble
- Benoîte Lab : La patronne du bistrot
- Simone Bach : Une camarade de Jacqueline
- Paul Azaïs : Le bistrot
- Max Dalban : Le client essoufflé qui cherche la salle de gym
- Paul Demange : Le locataire qui se fait un shampoing
- Lucien Guervil : Un spectateur à la boxe
- Lucien Frégis : Un client du bistrot
- Gaston Orbal : Le vendeur de journaux
- Alain Bouvette : Un spectateur à la boxe
- Édouard Rousseau : Un voyageur du train
- Émile Riandreys : Toto, un facteur
- Louis Bugette : Le chanteur des rues
- Jack Ary : Un pompier
- Émile Genevois : Un spectateur à la boxe
- Albert Michel : Le capitaine des pompiers
- Bernard Musson : Un agent de la circulation
- Moussa Saad : Le boxeur noir qui affronte Jojo
- René Bergeron : L'employé du gaz client du bistrot
- Georges Bever : Le domestique des Richet
- Andrès : Le maître d'hôtel
- Raoul Billerey : Un pompier
- Jacques Legras : Un pompier
- André Hunebelle : L'homme achetant le journal
- Sylvain Lévignac : L'arbitre du match de boxe
- Robert Mercier : Un spectateur à la boxe
- Marc Arian : Un spectateur à la boxe
- Robert Blome : Un spectateur à la boxe
- Roger Lecuyer : Un homme dans l'escalier lors de l'inondation
- Raymond Brun
- J. Ferry
- Michel Damien
- Jean-Claude Méral
- Christiane Choisel
- C. Gallo
- Jean Henry
- Bernard Andrieu
- Jacques Bézard
- Le chien Gangster

## Autour du film
- Box-office : 2 591 219 entrées en France, dont 619 656 entrées sur Paris-banlieue[1].